# Distretto di Kabwum
Il distretto di Kabwum, in inglese Kabwum District, è un distretto della Papua Nuova Guinea appartenente alla provincia di Morobe. Ha una superficie di 2.778 km² e 43.000 abitanti (stima nel 2000)